# 芬诺能源

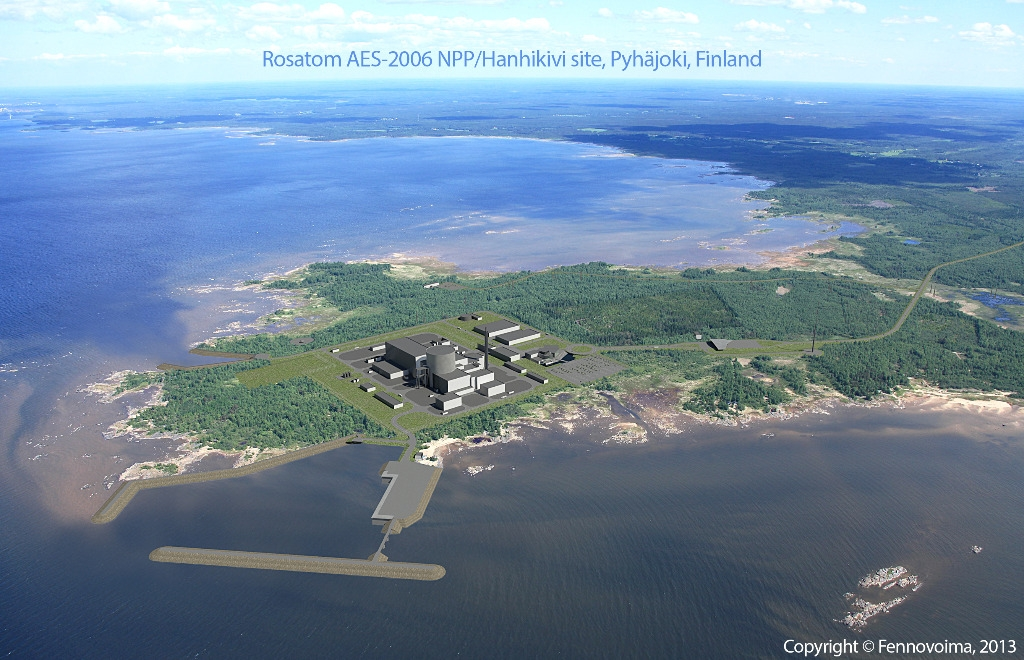
汉希基维核电厂效果图

芬诺能源有限公司（芬蘭語：Fennovoima Oy），是一家成立于2007年的能源公司，其准备在芬兰建造新的核电厂。新核电厂位于芬兰北博滕區的皮海約基市镇，名为汉希基维核电厂。
芬诺能源的66%的股份为一家由芬兰公司和工业界组成的公司拥有，剩下的34%的股份由俄羅斯國家原子能公司在芬兰注册的子公司拥有。
2022年2月24日俄罗斯入侵乌克兰。3月份芬兰经济部长米卡·林蒂莱宣布在现今情势下“完全无可能”给芬诺能源的核电厂计划颁发建筑许可证。2022年5月2日芬诺能源宣布解除与俄羅斯國家原子能公司签订的合同。